# Plaza Fuerza Aérea Argentina

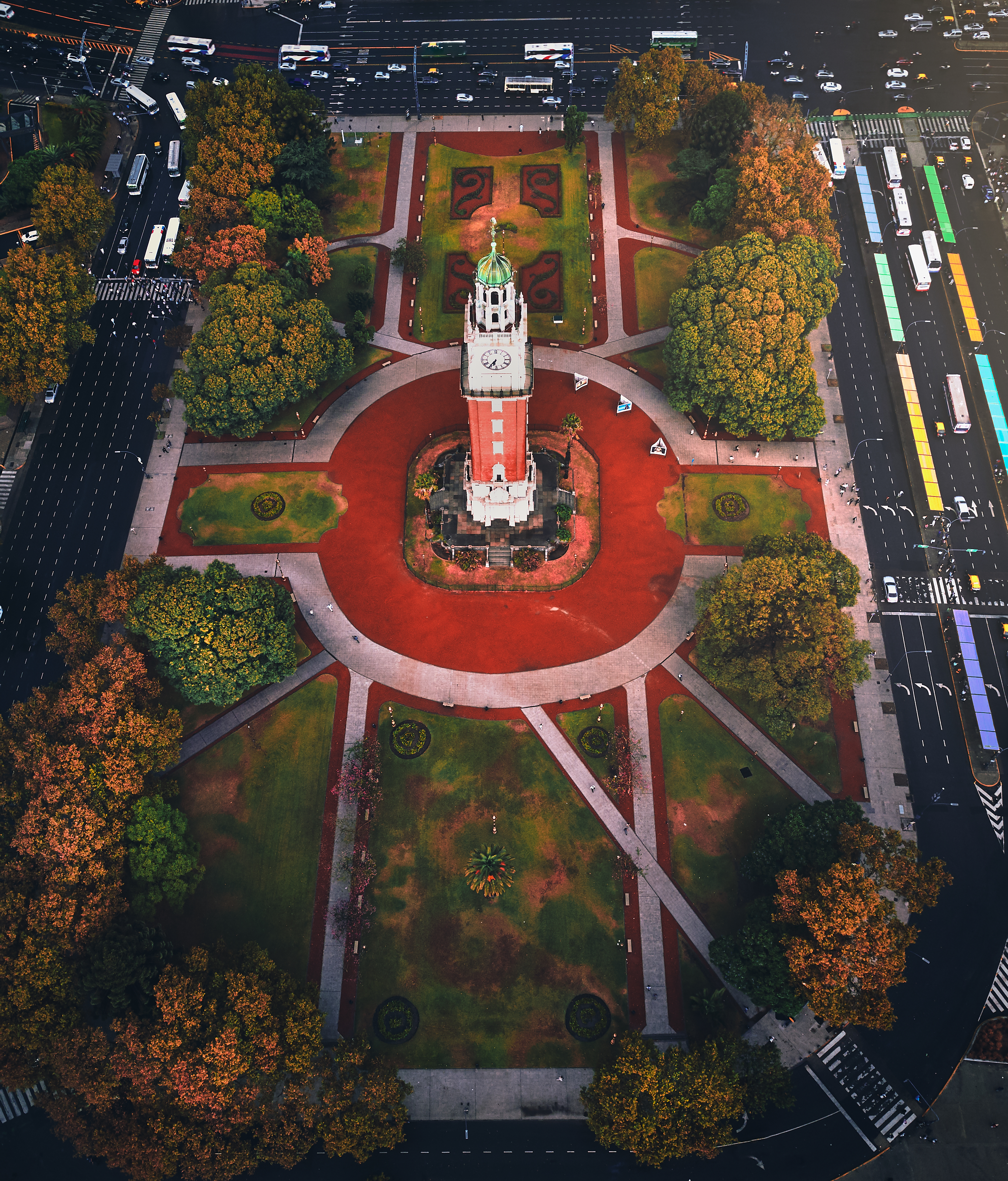
Vue aérienne de la place, avec la Torre Monumental au centre.

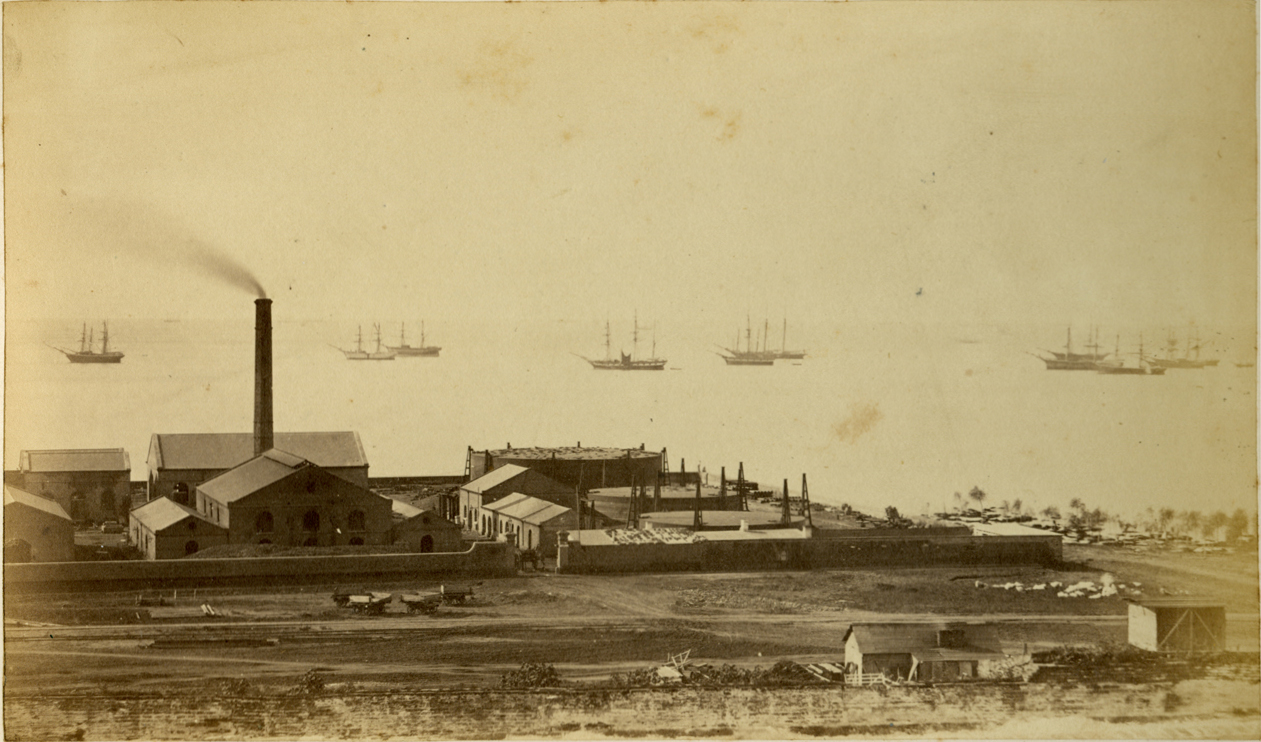
Entre 1853 et 1912, une usine à gaz alimentant la ville était située au même endroit. Photo d'Esteban Gonnet, 1864.

La Plaza Fuerza Aérea Argentina (en français : Place de la Force aérienne argentine) est une place située dans le barrio (quartier) du Retiro à Buenos Aires, en Argentine. La place est située entre la gare de Retiro, sur l'Avenida Dr. José María Ramos Mejía, l'Avenida San Martín et l'Avenida del Libertador. Il a été conçu et construit dans les années 40 et inauguré le 4 janvier 1945. Initialement appelée Plaza Británica (Place Britannique), son nom a été changé en 1982 pour son nom actuel, en hommage à la Force aérienne argentine après la guerre des Malouines, première guerre de l'Argentine contre un ennemi extérieur. Cependant, certains l'appellent encore par son ancien nom, ainsi que par Plaza de los Ingleses (Place des Anglais), bien que ce dernier nom n'ait jamais été officiellement utilisé. La Torre Monumental (anciennement Torre de los Ingleses) se trouve au centre de la place.